# Olofströms kommun
Olofströms kommun er en kommune i Blekinge län i Sverige.
Kommunen er Blekinges eneste indlandskommune.  Den grænser op til Osby kommun, Kristianstads kommun og Bromölla kommun i Skåne län, Sölvesborgs kommun og Karlshamns kommun i Blekinge län, samt Tingsryds kommun og Älmhults kommun i Kronobergs län.

## Byområder
Der er fem byområder i Olofströms kommun.
I tabellen vises byområderne i størrelsesorden pr. 31. december 2005. Hovedbyen er markeret med fed skrift.
| # | Byområde  | Befolkning |
| - | --------- | ---------- |
| 1 | Olofström | 7.382      |
| 2 | Jämshög   | 1.543      |
| 3 | Kyrkhult  | 999        |
| 4 | Vilshult  | 357        |
| 5 | Gränum    | 211        |

56°14′52.54″N 14°30′26.8″Ø / 56.2479278°N 14.507444°Ø